# Nikolaj Denkov
Nikolaj Denkov Denkov (bulharsky Николай Денков Денков, * 3. září 1962 Stara Zagora) je bulharský fyzikální chemik a politik, od června 2023 do dubna 2024 předseda vlády Bulharska. V letech 2021–2022 zastával funkci ministra školství v kabinetech Janeva a Petkova. Je členem Bulharské akademie věd. V minulosti přednášel na Univerzitě v Sofii.

## Raný život
Narodil se 3. září 1962 v thráckém městě Stara Zagora.[zdroj?] Po dokončení základní školy se přestěhoval do bulharského hlavního města Sofie, kde v roce 1980 absolvoval Státní přírodovědné a matematické gymnázium.[zdroj?] Následovalo magisterské studium chemie a farmacie na Univerzitě svatého Klimenta Ochridského v Sofii, které dokončil v roce 1987. V roce 1993 obhájil disertační práci a získal doktorát.[zdroj?]
Na počátku své kariéry pracoval jako hostující výzkumný pracovník v japonském JRDC, vedoucí výzkumný pracovník ve výzkumu a vývoji Rhone-Poulenc (Francie), vedoucí vědecký pracovník ve výzkumu a vývoji Unilever  a hostující profesor ve Francii (ESPCI-Paris a Univ. Lille).[zdroj?]

## Akademická kariéra
Od roku 1997 působí jako odborný asistent a od roku 2008 jako profesor fyzikální chemie na Univerzitě v Sofii. V letech 2008–2015 byl vedoucím fakulty technické chemie a ředitelem magisterského oboru Disperzní systémy v chemických technologiích. Od roku 2007 je doktorem chemických věd. Specializoval se v Japonsku a na univerzitě v Uppsale ve Švédsku; pracoval jako vedoucí vědecký pracovník ve výzkumných ústavech soukromých společností, jako jsou americký Unilever a francouzský Rhône-Poulenc.[zdroj?]
V roce 2010 mu bulharské ministerstvo školství a vědy udělilo nejvyšší národní ocenění „Pythagoras“ za vědecké úspěchy. V roce 2013 obdržel čestnou medaili s modrou stuhou od Univerzity v Sofii.
V letech 2012–2013 byl členem různých pracovních skupin na ministerstvu školství a vědy a v radě ministrů. Aktivně se podílel na přípravě koncepce operačního programu Věda a vzdělávání pro inteligentní růst a na projednávání Dohody o partnerství na období 2013–2020 mezi Bulharskou republikou a Evropskou komisí.

## Kariéra ve státní správě
Od srpna 2014 do dubna 2016 zastával funkci náměstka ministra školství a vědy v druhé vládě Borisova, zodpovědným za vysoké školství a evropské strukturální fondy, včetně implementace operačního programu Věda a vzdělávání pro inteligentní růst. Od 27. ledna do 4. května 2017 byl prozatímním ministrem školství a vědy v prozatímní Gerdžikovově vládě.
V roce 2019 mu byla udělena Solvayova cena Evropské společnosti pro koloidy a rozhraní (ECIS) za výzkumné úspěchy a zvolen řádným členem Academie Europaea.

## Politická kariéra

### Ministr školství
Od 12. května do 13. prosince 2021 opět zastával funkci ministra školství a vědy v první a druhé vládě Janeva i navazujícím kabinetu Petkova, během pandemie covidu-19. Po parlamentních volbách v listopadu 2021, kdy se strana Pokračujeme ve změně (PP) stala největší kongresovou frakcí a mohla vytvořit koalici schopnou vládnout, Denkov se stal ministrem školství v kabinetu Kirila Petkova.

### Předseda vlády Bulharska

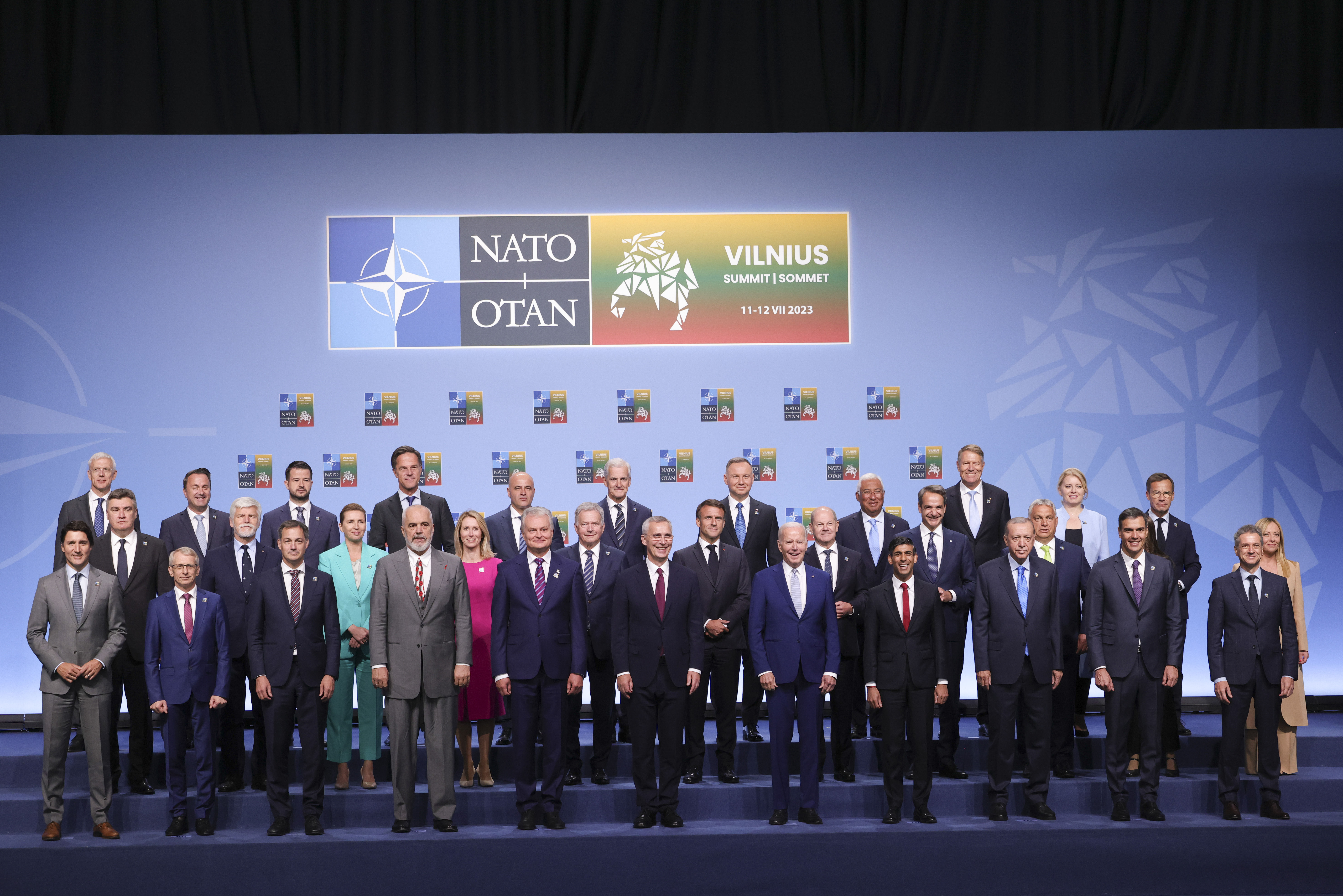
Nikolaj Denkov na summitu NATO ve Vilniusu 2023 (horní řada vlevo, vedle Justina Trudeaua)

Na základě výsledků bulharských parlamentních voleb, které se konaly v dubnu 2023, se dne 22. května stal bulharským premiérem v rámci dohody o rozdělení moci mezi dvěma koalicemi (GERB-SDS a PP-DB) s největším počtem hlasů. Podle dohody se předpokládá, že povede novou vládu následujících devět měsíců, než si vymění pozice s Marií Gabriel.
Po rozsáhlých jednáních mezi oběma zúčastněnými koalicemi a Hnutím za práva a svobody bylo nakonec 2. června dosaženo oficiální dohody o složení kabinetu Denkov-Gabriel. Dne 6. června bulharské Národní shromáždění odhlasovalo Denkovovu novou vládu 132 hlasy pro a 69 proti. Nová vláda se zaměří na boj proti ruskému vlivu v bulharském bezpečnostním sektoru a na získání členství v schengenském prostoru a eurozóně. Politická krize přiměla Bulharsko odložit přijetí eura do roku 2025. V prosinci 2022 zablokovala rakouská a nizozemská opozice žádost o členství Bulharska a Rumunska v schengenském prostoru.
Ve funkci premiéra skončil po rozpadu vládní koalice v dubnu 2024.